# Habronattus pochtecanus
Espèce
Habronattus pochtecanus est une espèce d'araignées aranéomorphes de la famille des Salticidae.

## Distribution
Cette espèce est endémique du Jalisco au Mexique,.

## Publication originale
- Griswold, 1987 : A revision of the jumping spider genus Habronattus F. O. P.-Cambridge (Araneae; Salticidae), with phenetic and cladistic analyses. University of California Publications in Entomology, vol. 107, p. 1-344.